# بطولة النسر القتالية
بطولة النسر القتالية (بالإنجليزية: Eagle Fighting Championship)‏ هي شركة روسية ترويج فنون القتال المختلطة تأسست في عام 2020 من قبل بطل يو إف سي للوزن الخفيف السابق حبيب نورمحمدوف. تمت إعادة تسميته إلى بطولة النسر القتالية بعد أن اشترى نورمحمدوف بطولة الغوريلا القتالية (GFC) مقابل مليون دولار.